# Iñigo Iruin
Iñigo Iruin Sanz (San Sebastián, Guipúzcoa, 26 de junio de 1953) es un abogado y político de la izquierda abertzale. Licenciado en derecho y en ciencias empresariales. Especialista en derecho penal, fue senador y miembro del Parlamento Vasco por Herri Batasuna y Euskal Herritarrok.

## Trayectoria profesional
Destaca su labor como letrado en juicios contra la izquierda abertzale, y contra jóvenes relacionados con actos de "kale borroka" o de terrorismo de la banda ETA. Entre sus casos más destacados están el del caso Lasa y Zabala, con el que consiguió que el general Rodriguez Galindo fuera condenado a prisión por secuestrar, torturar y asesinar a Joxean Lasa y Joxi Zabala. También realizó la defensa en el caso de Jose Miguel Etxeberria "Naparra" (militante de los CCAA desaparecido forzosamente por los aparatos del Estado), o en el caso 'Zabalza'. También ejerció de defensa en muchos otros casos de víctimas de los GAL o del Batallón Vasco Español, y se le considera uno de los expertos en materia de la denominada 'Guerra Sucia'. 
Trabajó también ejerciendo de abogado en el marco de la ilegalización de Batasuna, el caso Egunkaria, el macrosumario 18/98 y el caso Bateragune. También se le considera una de las personas más importantes, junto con Rufi Etxeberria, Arnaldo Otegi y Rafael Díez Usabiaga, en el nuevo ciclo abierto en el País Vasco, en busca de una sociedad sin la violencia de ETA. Es el autor de los estatutos del nuevo partido político Sortu y ha hecho la defensa para la legalización de Bildu.

## Trayectoria política

### Herri Batasuna
En los años 1980 Iruin se va abriendo un hueco en la primera línea política. Su conocimiento jurídico tiene eco en el seno de la denominada izquierda abertzale y ven en el joven abogado una opción para el futuro. En 1984 es elegido como diputado de Herri Batasuna en las elecciones para el Parlamento Vasco y permanecerá en la cámara hasta 1989. Ese mismo año, Iruin participará en las conversaciones de Argel actuando como asesor del jefe de ETA Antxon Etxebeste, entre otros. Fue miembro de la Mesa Nacional de Herri Batasuna desde finales de los años 1980 hasta mediados de la década de 1990.
En 1989 también ocurrió un acontecimiento histórico en el que Íñigo Iruin estaba presente. La noche del 20 de noviembre de aquel año, los senadores y congresistas de Herri Batasuna preparaban la estrategia para la sesión de investidura del día siguiente en las Cortes Generales. Entre ellos figuraban José Luis Elkoro, Jon Idigoras, Josu Muguruza o Iñaki Esnaola. Fue entonces cuando unos encapuchados entraron en el Hotel disparando, y causaron la muerte de Josu Muguruza. Posteriormente se condenaría al policía nacional Ángel Duce por este hecho, mientras que Sáenz de Ynestrillas quedaría absuelto.

### Euskal Herritarrok
Tras el paso por el Senado, pasan varios años para que Íñigo Iruin vuelva a la cámara vasca. Será en el año 1998 cuando tras las elecciones autonómicas vuelve al Parlamento Vasco de la mano del partido político Euskal Herritarrok. Allí permanecerá hasta el año 2001. Durante este periodo en el Parlamento Vasco, Iruin alterna su labor como parlamentario con la de letrado. Y es en los años 1997 y 1998 cuando el abogado tiene dos frentes abiertos: el caso Lasa y Zabala, y la sentencia del Tribunal Supremo en la que condena a siete años de prisión a los militantes de la antigua Mesa Nacional de Herri Batasuna. Finalmente, en el primer caso consigue que se encarcele a Enrique Rodríguez Galindo como responsable del secuestro y asesinato de Lasa y Zabala y, por otro lado, consigue evitar la cárcel gracias al amparo del Tribunal Constitucional.

## Ideólogo de muchos acuerdos
Iruin destaca por su labor detrás de la primera línea. Ha sido partícipe de casi todas las conversaciones entre ETA y el Gobierno español y es considerado como una de las personas más influyentes y respetadas en el seno de la izquierda abertzale. En 1989 toma parte en las conversaciones de Argel y en el año 1998, participó en la génesis del histórico Pacto de Estella. Fuentes parlamentarias vascas, también atribuyen al abogado la autoría intelectual de la propuesta que hizo Arnaldo Otegi en Anoeta en el año 2004.
En 2003, en una entrevista concedida al diario Berria, el abogado predijo que tras la ilegalización de Batasuna la izquierda abertzale "estaría una década en la clandestinidad" y acertó. Se le considera uno de los responsables del proceso interno que ha tenido la izquierda abertzale en los últimos años. En febrero de 2011 presentó junto a Rufi Etxeberria los estatutos de Sortu en un acto organizado por Lokarri, en el cual se anunciaba que la nueva formación rechazaría el uso de la violencia, incluida la de la banda terrorista ETA, y que cumpliría la ley de partidos.